# Vendin-le-Vieil
Vendin-le-Vieil (Nederlands: Oudwenden) is een gemeente in het Franse departement Pas-de-Calais (regio Hauts-de-France). De plaats maakt deel uit van het arrondissement Lens. Vendin-le-Vieil telde op 1 januari 2022 8.596 inwoners.

## Geografie
De oppervlakte van Vendin-le-Vieil bedroeg op 1 januari 2022 10,67 vierkante kilometer; de bevolkingsdichtheid was toen 805,6 inwoners per km².

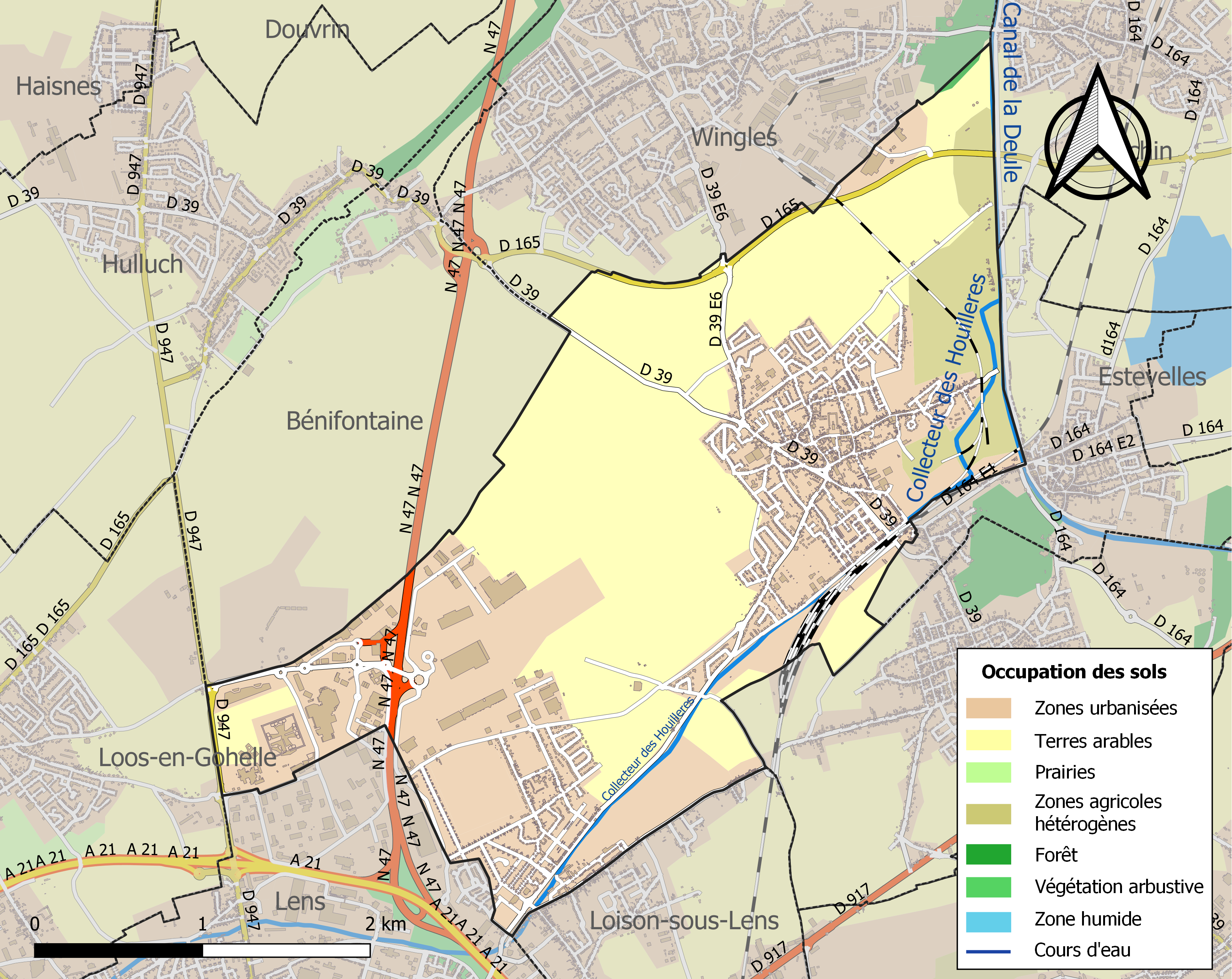
Kaart van de gemeente met belangrijkste infrastructuur, bodemgebruik en omliggende gemeenten

## Demografie
Onderstaande figuur toont het verloop van het inwonertal (bron: INSEE-tellingen).